# Linum subbiflorum
Linum subbiflorum är en linväxtart som beskrevs av Sergei Vasilievich Juzepczuk. Linum subbiflorum ingår i släktet linsläktet, och familjen linväxter. Inga underarter finns listade i Catalogue of Life.